# بازگشت به مدرسه
بازگشت به مدرسه (انگلیسی: Back to School) فیلمی در ژانر کمدی به کارگردانی الن متر است که در سال ۱۹۸۶ منتشر شد.

## خلاصه فیلم
مردی ثروتمند برای اینکه بتواند به پسرش در پشت سر گذاشتن دوران کالج کمک کند، تصمیم می گیرد خودش بار دیگر به عنوان دانش آموز در صحنه حاضر شود...

## بازیگران
- رادنی دنگرفیلد در نقش تورنتون ملون
- سالی کلرمن در نقش دکتر دیانا تورنر
- برت یانگ در نقش لو
- کیت گوردون در نقش جیسون ملون
- آدرین باربو در نقش ونسا ملون
- رابرت داونی جونیور در نقش درک لوتس
- تری فارل در نقش والری دزموند
- ویلیام زابکا در نقش چس آزبورن
- جیسون هروی در نقش تورنتون جوان
- کرت وانه‌گت در نقش خودش
- پاکستون وایت‌هد در نقش دکتر فیلیپ باربی
- رابرت پیکاردو در نقش جورجیو